# Förenade medborgarrörelsen
Förenade Medborgarrörelsen (en. Civic United Front (CUF), sw. Chama Cha Wananchi) är ett parti i Tanzania.
Det grundades 28 maj 1992 då det blev tillåtet att bilda nya politiska partier i Tanzania. Det grundades som en sammanslagning av två tidigare rörelser: Kamahuru, en rörelse för demokratisering i Zanzibar och Civic Movement, en organisation för mänskliga rättigheter, aktiv på fastlandet. 
Ibrahim Lipumba är ordförande. Han var partiets presidentkandidat vid presidentvalet 2000, då han kom tvåa.